# هلوتیک ایرویز
هلوتیک ایرویز (به انگلیسی: Helvetic Airways) یک شرکت هواپیمایی با کد یاتا 2L است که در ۲۰۰۳ میلادی تأسیس شده‌است. دفتر مرکزی هلوتیک ایرویز در کولتان، سوئیس واقع شده‌است و به ۳۴ مقصد، پرواز انجام می‌دهد.